# 千古風流一罈醋
《千古風流一罈醋》片长30集，根据房玄龄妻子吃醋的典故，改编的中国古装电视剧，由云晓璎编剧、佟东导演，郑少秋、恬妞主演，该片于2004年播出。

## 演员表
- 郑少秋 饰 房玄龄
- 恬妞 饰 房夫人
- 汪芫 饰 长安公主
- 史可 饰 房文荷
- 胡凯之 饰 房文德
- 王建新 饰 程咬金
- 杨升 饰 李世民
- 杜泓君 饰 魏徵
- 程逝寒 饰 王珪

## 外部連結
- 本劇新浪網站（页面存档备份，存于）